# Jangkang (Bantan)
Jangkang is een bestuurslaag in het regentschap Bengkalis van de provincie Riau, Indonesië. Jangkang telt 3028 inwoners (volkstelling 2010).